# Psychonotis synesius
Psychonotis synesius är en fjärilsart som beskrevs av Hans Fruhstorfer 1934. Psychonotis synesius ingår i släktet Psychonotis och familjen juvelvingar. Inga underarter finns listade.